# Élections sénatoriales de 1989 dans le Finistère
Les élections sénatoriales dans le Finistère ont lieu le dimanche 24 septembre 1989. Elles ont pour but d'élire les sénateurs représentant le département au Sénat pour un mandat de six années.

## Contexte départemental
Lors des élections sénatoriales du 28 septembre 1980 dans le Finistère, quatre sénateurs ont été élus selon un mode de scrutin majoritaire à deux tours : trois UDF et un RPR : Alphonse Arzel, Édouard Le Jeune ; Georges Lombard et Marc Bécam.
Depuis, tous les effectifs du collège électoral des grands électeurs ont été renouvelés, avec les élections législatives de 1988 dans le Finistère, les élections régionales de 1986 en Bretagne, les élections cantonales de 1985 dans le Finistère et de 1988 et les élections municipales de 1989 dans le Finistère.

## Rappel des résultats de 1980
| Candidat et parti politique | Candidat et parti politique | Candidat et parti politique | Premier tour | Premier tour | Second tour | Second tour |
| Candidat et parti politique | Candidat et parti politique | Candidat et parti politique | Voix         | %            | Voix        | %           |
| --------------------------- | --------------------------- | --------------------------- | ------------ | ------------ | ----------- | ----------- |
|                             | Marc Bécam                  | RPR                         | 562          | 30,56        | 936         | 51,66       |
|                             | Marcel L'Aot                | PS                          | 508          | 27,62        | 581         | 32,06       |
|                             | Joseph Youinou              | PS                          | 505          | 27,46        | 546         | 30,13       |
|                             | Jean Peuziat                | PS                          | 493          | 26,81        | 533         | 29,42       |
|                             | Marie-Jacqueline Desouches  | PS                          | 496          | 26,97        | 541         | 29,86       |
|                             | Georges Lombard             | UDF                         | 492          | 26,75        | 933         | 51,49       |
|                             | Édouard Le Jeune            | UDF                         | 464          | 25,23        | 953         | 52,59       |
|                             | Alphonse Arzel              | UDF                         | 343          | 18,65        | 935         | 51,60       |
|                             | Jean-Yves Cozan             | UDF                         | 328          | 17,84        | Retrait     | Retrait     |
|                             | Pierre Stéphan              | UDF                         | 316          | 17,18        | 4           | 0,22        |
|                             | François Prigent            | UDF                         | 290          | 15,77        | 1           | 0,05        |
|                             | Alphonse Penven             | PCF                         | 253          | 13,76        | 243         | 13,41       |
|                             | Jean-Pierre Jeudy           | PCF                         | 250          | 13,60        | 236         | 13,02       |
|                             | Yvonne Lagadec              | PCF                         | 247          | 13,43        | 234         | 12,91       |
|                             | Joseph Argouarc'h           | PCF                         | 228          | 12,40        | 232         | 12,80       |
|                             | André Cheminant             | RPR                         | 232          | 12,62        | Retrait     | Retrait     |
|                             | Jean Sergent                | RPR                         | 232          | 12,62        | Retrait     | Retrait     |
|                             | Jacques de Menou            | RPR                         | 217          | 11,80        | Retrait     | Retrait     |
|                             | Jacques Le Cornec           | DIV                         | 196          | 10,66        | Retrait     | Retrait     |
|                             | Jean Hourmant               | CNIP                        | 188          | 10,22        | Retrait     | Retrait     |
|                             | Théophile Le Borgne         | CNIP                        | 188          | 10,22        | Retrait     | Retrait     |
|                             | Danièle Guéguéniat          | UDB                         | 43           | 2,34         | 38          | 2,10        |
|                             | Marie-Claire Corre          | UDB                         | 42           | 2,28         | 36          | 1,99        |
|                             | Madeleine Guilloux          | UDB                         | 41           | 2,23         | 36          | 1,99        |
|                             | Jeanine Rosec               | UDB                         | 41           | 2,23         | 36          | 1,99        |
|                             | Pierre Cadalen              | DIV                         | 18           | 0,98         | 1           | 0,05        |
|                             |                             |                             |              |              |             |             |
| Inscrits                    | Inscrits                    | Inscrits                    | 1 847        | 100,00       | 1 847       | 100,00      |
| Abstentions                 | Abstentions                 | Abstentions                 | 6            | 0,32         | 9           | 0,49        |
| Votants                     | Votants                     | Votants                     | 1 841        | 99,68        | 1 838       | 99,51       |
| Blancs et nuls              | Blancs et nuls              | Blancs et nuls              | 2            | 0,11         | 29          | 1,56        |
| Exprimés                    | Exprimés                    | Exprimés                    | 1 839        | 98,64        | 1 812       | 98,44       |

## Sénateurs sortants
Marc Bécam (RPR) est élu député en 1986, Alain Gérard (RPR) est élu lors de la partielle qui suit.
| Sénateur | Sénateur         | Parti | Fonctions lors de l'élection en 1980                    |
| -------- | ---------------- | ----- | ------------------------------------------------------- |
|          | Édouard Le Jeune | UDF   | Sénateur sortant, conseiller général, maire de Dinéault |
|          | Georges Lombard  | UDF   | Sénateur sortant, conseiller général                    |
|          | Alphonse Arzel   | UDF   | Conseiller général, maire de Ploudalmézeau              |
|          | Alain Gérard     | RPR   | Député, conseiller général, adjoint au maire de Quimper |

## Présentation des candidats
Les nouveaux représentants sont élus pour une législature de 9 ans au suffrage universel indirect par les 1984 grands électeurs du département. 
En Ille-et-Vilaine, les sénateurs sont élus au scrutin majoritaire à deux tours.
| Candidats | Candidats                  | Parti | Principale fonction                                             |
| --------- | -------------------------- | ----- | --------------------------------------------------------------- |
|           | Daniel Créoff              | PCF   | Conseiller général                                              |
|           | Michel Mazéas              | PCF   | Maire de Douarnenez                                             |
|           | Simone Gueguen             | PCF   | Conseillère municipale de Brest                                 |
|           | Alain David                | PCF   | Conseiller municipal de Plouigneau                              |
|           | Pierre Maille              | PS    | Conseiller général, maire de Brest                              |
|           | Gilbert Montfort           | PS    | Conseiller général, conseiller municipal de Châteauneuf-du-Faou |
|           | Jean-Claude Joseph         | PS    | Conseiller général, adjoint au maire de Quimper                 |
|           | Marie-Jacqueline Desouches | PS    | Conseillère générale, conseillère municipale de Brest           |
|           | Yves Rémond                | UDB   | Maire de Saint-Hernin                                           |
|           | Claude Stephan             | UDB   | Conseiller municipal de Concarneau                              |
|           | Jean Guéguéniat            | UDB   | Conseiller municipal de Brest                                   |
|           | Michel Marzin              | UDB   | Conseiller municipal de Douarnenez                              |
|           | Pierre Chapalain           | UDF   | Maire de Plounevez-Lochrist                                     |
|           | Georges Lombard            | UDF   | Sénateur sortant, conseiller régional, conseiller général       |
|           | Alphonse Arzel             | UDF   | Sénateur sortant, maire de Ploudalmézeau                        |
|           | Edouard Le Jeune           | UDF   | Sénateur sortant                                                |
|           | Alain Gérard               | RPR   | Sénateur sortant, conseiller général                            |
|           | Jacques de Menou           | RPR   | Conseiller régional, conseiller général, maire de Plouvorn      |
|           | Marc Bécam                 | RPR   | Conseiller régional, conseiller municipal de Brest              |

## Résultats
| Candidat et parti politique | Candidat et parti politique | Candidat et parti politique | Premier tour | Premier tour | Second tour | Second tour |
| Candidat et parti politique | Candidat et parti politique | Candidat et parti politique | Voix         | %            | Voix        | %           |
| --------------------------- | --------------------------- | --------------------------- | ------------ | ------------ | ----------- | ----------- |
|                             | Alain Gérard                | RPR                         | 1 005        | 49,65        | 1 112       | 56,19       |
|                             | Alphonse Arzel              | UDF                         | 983          | 48,57        | 1 114       | 56,29       |
|                             | Jacques de Menou            | RPR                         | 805          | 39,77        | 1 077       | 54,42       |
|                             | Pierre Maille               | PS                          | 704          | 34,78        | 877         | 44,32       |
|                             | Jean-Claude Joseph          | PS                          | 703          | 34,73        | 847         | 42,80       |
|                             | Gilbert Montfort            | PS                          | 698          | 34,49        | 857         | 43,31       |
|                             | Édouard Le Jeune            | UDF                         | 672          | 33,20        | 1 036       | 52,35       |
|                             | Marie-Jacqueline Desouches  | PS                          | 658          | 32,51        | 818         | 41,33       |
|                             | Marc Bécam                  | RPR                         | 417          | 20,60        | Retrait     | Retrait     |
|                             | Georges Lombard             | UDF                         | 345          | 17,05        | Retrait     | Retrait     |
|                             | Pierre Chapalain            | UDF                         | 142          | 7,02         | Retrait     | Retrait     |
|                             | Daniel Créoff               | PCF                         | 113          | 5,58         | Retrait     | Retrait     |
|                             | Michel Mazéas               | PCF                         | 108          | 5,34         | Retrait     | Retrait     |
|                             | Alain David                 | PCF                         | 105          | 5,19         | Retrait     | Retrait     |
|                             | Simone Guéguen              | PCF                         | 104          | 5,14         | Retrait     | Retrait     |
|                             | Yves Remond                 | UDB                         | 78           | 3,85         | Retrait     | Retrait     |
|                             | Claude Stephan              | UDB                         | 71           | 3,51         | Retrait     | Retrait     |
|                             | Jean Guéguéniat             | UDB                         | 70           | 3,46         | Retrait     | Retrait     |
|                             | Michel Marzin               | UDB                         | 69           | 3,41         | Retrait     | Retrait     |
|                             |                             |                             |              |              |             |             |
| Inscrits                    | Inscrits                    | Inscrits                    | 2 059        | 100,00       | 2 059       | 100,00      |
| Abstentions                 | Abstentions                 | Abstentions                 | 7            | 0,34         | 9           | 0,44        |
| Votants                     | Votants                     | Votants                     | 2 052        | 99,66        | 2 050       | 99,56       |
| Blancs et nuls              | Blancs et nuls              | Blancs et nuls              | 28           | 1,36         | 71          | 3,46        |
| Exprimés                    | Exprimés                    | Exprimés                    | 2 024        | 98,64        | 1 979       | 96,54       |